# Walter Sharpe
Walter Lamanuel Sharpe III (Huntsville, 18 luglio 1986) è un ex cestista statunitense, professionista nella NBA.

## Carriera
È stato selezionato dai Seattle SuperSonics al secondo giro del Draft NBA 2008 (32ª scelta assoluta).